# لويس ألبرتو لوبيز
لويس ألبرتو لوبيز (بالإسبانية: Luis Alberto López) (25 أغسطس 1993 بغوادالوبي، نويفو ليون في المكسيك - ) هو لاعب كرة قدم مكسيكي في مركز الدفاع. شارك مع منتخب المكسيك تحت 23 سنة لكرة القدم. أما مع النوادي، فقد لعب مع نادي مونتيري.

## وصلات خارجية
- لويس ألبرتو لوبيز على موقع قاعدة بيانات كرة القدم.إي يو (الإنجليزية)
- لويس ألبرتو لوبيز على موقع Soccerway.com (الإنجليزية)
- لويس ألبرتو لوبيز على موقع AS.com (الإسبانية)